# Victor Ossa Frugone
Victor Ossa Frugone es un ingeniero civil industrial PUC y consultor chileno, primer director de la Unidad de Análisis Financiero de Chile (UAF) organismo estatal especializado en prevenir e impedir la utilización del sistema financiero y de otros sectores de la actividad económica del país, para la comisión de los delitos de lavado de dinero y financiamiento del terrorismo. 
Se formó profesionalmente en la Pontificia Universidad Católica de Chile y fue alumno del Colegio Saint George. Tiene un Magíster en Dirección y Gestión Tributaria de la Universidad Adolfo Ibáñez.
Victor Ossa fue el primer Director de la Unidad de Análisis Financiero (UAF) siendo nombrado por el presidente Ricardo Lagos entre los años 2004 y 2009, correspondiéndole diseñar la normativa vigente en materia de prevención del lavado de activos y financiamiento del terrorismo.
Ha sido Consultor para el Fondo Monetario Internacional y el Banco Interamericano de Desarrollo en proyectos de asistencia técnica a países en materias de prevención de lavado de activos y financiamiento del terrorismo.
Fue miembro permanente del Comité Ejecutivo del Grupo Egmont y presidente de su comité de Tecnología de la Información. Evaluador de GAFISUD y miembro del Grupo de Expertos para el Control del Lavado de Activos de la CICAD -OEA y GAFISUD, habiendo ejercido la presidencia de éste en 2007.
Fue Gerente de Administración y Finanzas en Colbún S.A., Antofagasta plc y Correos de Chile y anteriormente Gerente de Recursos Externos y Banca Corresponsal en Banco del Trabajo y Banco Santander (Chile). También fue Presidente de la Asociación de Empresas de Garantía Recíproca, ASIGAR https://web.archive.org/web/20160305042203/http://www.asigar.cl/publicaciones/Detalle-prensa.php?id_prensa=53
En la actualidad es Presidente Ejecutivo y socio de la consultora Prelafit Compliance www.prelafit.cl
Victor Ossa estuvo casado con la ex animadora de televisión Margot Kahl . Hoy está casado con Isabel de Gregorio, hermana de José De Gregorio
- Datos: Q24938363